# Valerio Aspromonte
Valerio Aspromonte (ur. 16 marca 1987 w Rzymie) – włoski florecista, złoty medalista olimpijski, pięciokrotny medalista mistrzostw świata.
Na igrzyskach olimpijskich w Londynie w 2012 roku reprezentacja Włoch w składzie: Valerio Aspromonte, Giorgio Avola, Andrea Baldini i Andrea Cassarà zdobyła złoty medal w zawodach drużynowych. W turnieju indywidualnym zajął piątą pozycję.
Podczas mistrzostw świata w Paryżu w 2010 roku zdobył srebrny medal drużynowo. Na rozgrywanych rok później mistrzostwach świata w Katanii był drugi indywidualnie, przegrywając w finale ze swym rodakiem Andreą Cassarą. Kolejne dwa medale wywalczył na mistrzostwach świata w Budapeszcie. Wspólnie z Giorgio Avolą, Andreą Baldinim i Andreą Cassarą zdobył złoto w rywalizacji drużynowej. Był tam też trzeci indywidualnie, wyprzedzili go tylko Miles Chamley-Watson z USA i Rosjanin Artur Achmatchuzin. Włosi z Aspromonte w składzie zdobyli też brązowy medal drużynowo podczas mistrzostw świata w Kazaniu w 2014 roku.
Kilkukrotnie zdobywał medale mistrzostw Europy, w tym złote drużynowo na mistrzostwach Europy w Lipsku (2010), mistrzostwach Europy w Sheffield (2011) i mistrzostwach Europy w Legnano (2012).